# 6743 Ліу
6743 Ліу (6743 Liu) — астероїд головного поясу, відкритий 8 квітня 1994 року.
Тіссеранів параметр щодо Юпітера — 3,598.